# Сант'Елија (Беневенто)
Сант'Елија је насеље у Италији у округу Беневенто, региону Кампанија.
Према процени из 2011. у насељу је живело 86 становника. Насеље се налази на надморској висини од 212 м.